# Paula Hawkins (författare)
Paula Hawkins, född 24 augusti 1972 i Salisbury, Rhodesia, är en brittisk författare. Hon är känd för sin debutroman Kvinnan på tåget (2015) som har sålt i 11 miljoner exemplar världen över.